# Davidius zallorensis
Davidius zallorensis – gatunek ważki z rodziny gadziogłówkowatych (Gomphidae).